# Accipiter madagascariensis
Accipiter madagascariensis е вид птица от семейство Ястребови (Accipitridae). Видът е почти застрашен от изчезване.

## Разпространение
Разпространен е в Мадагаскар.